# Босий керівник (фільм, 1995)
«Босий керівник» (англ. The Barefoot Executive) — телефільм режисера Сьюзан Зайдельман, ремейк однойменної кіносатири Роберта Батлера 1971 року, одного з класичних фільмів студії Волта Діснея.

## Сюжет
Головний герой фільму — молодий хлопець на ім'я Біллі Мердак. Він тільки починає свою кар'єру на телестудії і працює простим кур'єром. Його подруга Ліза, що подеколи бере участь у телепередачах, вельми залюблена у тварин і останнім часом почала посилено дресирувати шимпанзе Арчі. Примат обожнює дивитися телевізор, але йому до вподоби лише певні телепрограми. Спостерігаючи за ним, Біллі помітив, що ті шоу, у яких кохається мавпа, до смаку й більшості авдиторії телеканалу — середньостатистичному американському загалу. Біллі повідомляє про своє відкриття директорові студії, а той робить Арчі своїм заступником.